# Valentinos (Feldherr)
Valentinos (mittelgriechisch Οὐαλεντῖνος, lateinisch Valentinus; † 644) war ein oströmischer/byzantinischer Feldherr, Prätendent auf die Kaiserkrone und unter Kaiser Konstans II. zeitweise Regent des Byzantinischen Reiches.

## Herkunft
Valentinos war armenischer Herkunft und entstammte einer Adelsfamilie, die sich selbst auf die Arsakiden zurückführte, deren Geschlecht von etwa 240 v. Chr. bis 224 nach Chr. das Reich der Parther beherrscht und von 54 bis 428 n. Chr. auch das Königreich Armenien regiert hatte.
Sein Vater Johannes (* 545 in Thrakien; † 591) hatte im Rahmen der römisch-persischen Kriege eine bedeutende Rolle gespielt, da er als oströmischer Heermeister (magister militum) unter den Kaisern Tiberius Constantinus und Mauricius in zentralen Kommandopositionen gedient hatte: von 579 bis 582 als magister militum per Armeniam, von 582 bis 583 als magister militum per Orientem, 587 als magister militum per Thracias und von 589 bis 591 neuerlich als magister militum per Armeniam.
Valentinos' Mutter war Placida (* um 560), eine Tochter des Anastasius (* um 530; † nach 571) – der offenbar ein Enkel der Kaiserin Theodora I., der Gemahlin des Kaisers Justinian (527–565), aus einer frühen Beziehung war – und der Juliana. Diese Juliana, Valentinos' Großmutter, ist insofern bemerkenswert, als sie über ihre Mutter Proba in direkter Linie von Valentinian III. abstammte, der von 425 bis 455 als Kaiser das Weströmische Reich regiert hatte. Valentinos war also entfernt mit der Theodosianischen Kaiserdynastie verwandt.

## Leben
Im Frühjahr 641 wurde Valentinos vom todkranken Kaiser Konstantin III. angeblich beauftragt, Gelder an die Armee zu verteilen, um die Soldaten davon abzuhalten, dessen Stiefmutter Martina und ihren Sohn Heraklonas zu unterstützen. Diese kamen nach Konstantins Tod zwar zunächst dennoch an die Macht, doch setzte letztlich die rivalisierende Hofpartei um Valentinos, von Heraklonas inzwischen zum comes excubitorum ernannt, im Herbst 641 mit militärischem Druck Konstantins Sohn Konstans II. als Kaiser durch; Martina und Heraklonas fanden den Tod.
Zu diesem Zeitpunkt soll Valentinos erstmals versucht haben, sich zum Unterkaiser (Caesar) erheben zu lassen, stieß mit diesem Vorhaben in Konstantinopel jedoch auf massiven Widerstand. Dennoch führte er, geduldet von der Kaisermutter und nominellen Regentin Gregoria, in den Jahren 642 und 643 für den noch minderjährigen Konstans II. faktisch die Regierung und beanspruchte weiterhin quasikaiserliche Vollmachten. Seine Tochter Fausta wurde mit Konstans verheiratet und zur Augusta erhoben.
643 führte Valentinos als magister militum per Orientem in Reaktion auf die islamische Eroberung der Levante einen großangelegten Feldzug in Syrien gegen die Araber unter Kalif Uthman durch, der aber scheiterte. Der Misserfolg dieser Operation führte offenbar zum Bruch zwischen dem jungen Kaiser und seinem General. Dem zeitgenössischen armenischen Chronisten Sebeos zufolge erschien Valentinos daraufhin mit einem Teil seines Heeres vor der Hauptstadt und verlangte erneut die Würde eines Caesar. Ob er den Titel erhielt, ist unklar. Mittelfristig scheiterte sein Griff nach der Macht jedenfalls am Widerstand des Hofes und des Patriarchen Paulos, der die Stadtbevölkerung zum Aufstand anstachelte, nachdem der General versucht hatte, Gegner ergreifen zu lassen, die sich in die Hagia Sophia geflüchtet hatten. Valentinos' Soldaten wurden besiegt, und das aufgebrachte Volk soll den Usurpator daraufhin getötet haben. Fausta hatte sich offenbar rechtzeitig von ihrem Vater distanziert und blieb Augusta.

## Ehe und Nachkommen
Von der Ehefrau des arsakidischen Prinzen Valentinos ist weder der Name noch die Herkunft bekannt. Valentinos hatte zumindest eine Tochter: Fausta „Augusta“ (* um 625; † nach 661) war mit Konstans II. (* 7. November 630; † 15. September 668 in Syrakus) vermählt, der seine Herrschaft dem Einfluss seines Schwiegervaters verdankte, jedoch im Südosten große Teile des Oströmischen/Byzantinischen Reiches an die rasch vorstoßenden Araber verlor.